# Saint-Pierre-de-Chartreuse
Saint-Pierre-de-Chartreuse è un comune francese di 1 022 abitanti situato nel dipartimento dell'Isère della regione dell'Alvernia-Rodano-Alpi.
Nel territorio del comune si trova il monastero della Grande Chartreuse, casa madre dell'ordine certosino, e la sorgente del fiume Guiers.

## Società

### Evoluzione demografica
Abitanti censiti